# Young Artist Award alla miglior performance in un Film TV, Miniserie, Special o Pilot - Giovane attore
Il Young Artist Award alla miglior performance in un Film TV, Miniserie, Special o Pilot - Giovane attore (Young Artist Award for Best Performance in a TV Movie, Miniseries, Special or Pilot – Young Actor) è un premio presentato annualmente dalla Young Artist Association ed assegnato al miglior giovane attore che ha recitato in un film televisivo, in una miniserie televisiva, uno special o un pilot.
Il premio è stato istituito nel 2014 unendo i due premi Young Artist Award alla miglior performance in un Film TV, Miniserie, Special o Pilot - Giovane attore protagonista e Young Artist Award alla miglior performance in un Film TV, Miniserie, Special o Pilot - Giovane attore non protagonista in uno solo. Precedentemente esistevano già dal 1979 alcuni premi analoghi che però sono stati assegnato solamente per poche edizioni.

## Vincitori e candidati
I vincitori sono indicati in grassetto. Per ogni film viene inoltre indicato tra parentesi il titolo originale.
- 2014
  - Kyle Harrison Breitkopf - La star di Natale (Catch a Christmas Star)
  - Griffin Cleveland - Il sostituto di Babbo Natale (Santa Switch)
  - Christian Distefano - Quando il cuore va in vacanza (Finding Christmas)
  - Sean Michael Kyer - Il negozio del Natale (Hats Off to Christmas!)
- 2015
  - Samuel Patrick Chu - Zapped - La nuova vita di Zoey (Zapped)
  - Joey Luthman - Non si gioca con Morte (Finders Keepers)
  - Donnie MacNeil - Zapped - La nuova vita di Zoey (Zapped)
  - Christian Martyn - La parata del Natale (The Christmas Parade)
  - Ty Parker - Bambi Cottages
- 2016
  - Forrest Deal - Un cappotto di mille colori (Dolly Parton's Coat of Many Colors)
  - Khalid Alzouma - The Slap
  - Tate Berney - Una nuova Kim (The Right Girl)
  - Dalton Cyr - A History of Radness
  - Rio Mangini - Una pazza crociera (One Crazy Cruise)
  - Isaak Presley - A History of Radness
  - Kolton Stewart - Angels In The Snow
  - Owen Tanzer - The Slap
  - Graham Verchere - Due cuori e un matrimonio (Perfect Match)